# Озерне (Альменевський район)
Озе́рне (рос. Озёрное) — присілок у складі Альменєвського округу Курганської області, Росія.
Населення — 87 осіб (2010, 194 у 2002).
Національний склад станом на 2002 рік:
- башкири — 63 %
- росіяни — 30 %